# Сирмаи, Альберт
А́льберт Си́рмаи (венг. Szirmai Albert, 1880—1967) — венгерский и американский композитор, дирижёр и музыковед, классик венгерской оперетты, писал также песни и музыку к спектаклям. Наряду с Имре Кальманом и Виктором Якоби, входит в тройку основателей венгерской оперетты, получившей широкое признание в начале XX века.
Из оперетт Сирмаи наибольшей известностью пользуется «Магнат Мишка» (1916 год); которая ставится до сих пор. Редкий концерт артистов Будапештского театра оперетты обходится без яркого номера «Cintányéros cudar világ» из этой оперетты.

## Биография
Сирмаи родился в Будапеште в 1880 году в еврейской семье, первоначальная его фамилия была Шёнбергер (Schönberger). Окончил Будапештскую музыкальную академию, где изучал фортепиано и композицию у Ганса фон Кёсслера; в одном классе с Сирмаи учились Золтан Кодаи, Лео Вайнер и Виктор Якоби. Сирмаи получил докторскую степень по музыке в  Будапештском университете.
Некоторое время работал музыкальным критиком в журналах «Pester Lloyd» и «Polgár». Далее Сирмаи специализировался на работе в музыкальном театре. Он написал музыку для 12 одноактных пьес и более 300 песен для будапештского театра «Népszínház-Vígopera», в котором служил музыкальным руководителем.
Когда в 1907 году его первая оперетта, «Жёлтое домино», имела успех, он решил продолжить работу в этом жанре; С 1907 года Сирмаи стал дирижёром сначала кабаре «Modern Színház» («Современный театр»), а затем «Театра на улице Андраши». Его оперетты пользовались популярностью не только в Будапеште, их охотно ставили в Вене, Берлине и Лондоне. Среди его авторов либретто был Андор Габор.
3 сентября 1923 года Сирмаи впервые прибыл в США (Нью-Йорк). Несколько лет Сирмаи жил в разъездах между Венгрией и США, но с 1928 года постоянно жил в США, где занял должность музыкального директора в издательском доме Chappell Music (в настоящее время принадлежащем Warner Music Group). 
Будучи другом Гершвина, Сирмаи тем не менее избегал популярных в то время джазовых стилей. Его музыка основана на народной музыке его родной Венгрии, заметно также влияние немецкого романтизма, особенно Феликса Мендельсона и Роберта Шумана, которыми он больше всего восхищался. Писать музыку в «бродвейской стиле» он не мог, поэтому почти совсем отошёл от композиции и стал заниматься редактированием чужих сочинений. Сирмаи был музыкальным редактором для таких бродвейских авторов, как Джером Керн, Коул Портер, Ричард Роджерс и Джордж Гершвин, а также для британских оперетт Гилберта и Салливана.
В конце жизни Сирмаи часто посещал Венгрию. Умер в Нью-Йорке в 1967 году.

## Избранные произведения
| Год  | Название           | В оригинале          | Тип      | Комментарии                                                                                     |
| ---- | ------------------ | -------------------- | -------- | ----------------------------------------------------------------------------------------------- |
| 1907 | Жёлтое домино      | Sárga dominó         | оперетта |                                                                                                 |
| 1907 | Королева бала      | Bálkirályné          | оперетта |                                                                                                 |
| 1908 | Нафталин           | Naftalin             | мюзикл   |                                                                                                 |
| 1909 | Танцующие гусары   | Táncos huszárok      | оперетта |                                                                                                 |
| 1912 | Мексиканка         | A mexikói lány       | оперетта |                                                                                                 |
| 1912 | Девушка в кино     | The Girl on the Film | мюзикл   | английская версия немецкого спектакля «Filmzauber» с музыкой Вальтера Колло, дополненной Сирмаи |
| 1914 | Серебряная бабочка | Ezüstpille           | оперетта |                                                                                                 |
| 1916 | Магнат Мишка       | Mágnás Miska         | оперетта |                                                                                                 |
| 1918 | Колокольчик        | Harangvirág          | баллада  |                                                                                                 |
| 1916 | Граф Ринальдо      | Gróf Rinaldo         | оперетта |                                                                                                 |
| 1908 | Медовый пирог      | Mézeskalács          | мюзикл   |                                                                                                 |
| 1925 | Бамбула            | Bamboula             | оперетта |                                                                                                 |
| 1925 | Александра         | Alexandra            | оперетта | английская версия (1926) называлась «Princess Charming»                                         |
| 1925 | Графиня Ева        | Éva grófnő           | оперетта |                                                                                                 |
| 1928 | Леди Мэри          | Lady Mary            | мюзикл   |                                                                                                 |
| 1930 | Рябь               | Ripples              | мюзикл   |                                                                                                 |
| 1931 | Балерина           | Ballerina            | оперетта |                                                                                                 |
| 1957 | Легенда о Табани   | Tabáni legenda       | оперетта |                                                                                                 |
| 1964 | Сёстры Тюндерлаки  | A Tündérlaki lányok  | оперетта |                                                                                                 |

Как музыковед Сирмаи опубликовал несколько работ.
- Сокровищница Гилберта и Салливана, Саймон и Шустер, Нью-Йорк, 1941 г. (позже опубликованная как Сокровищница Мартина Грина Гилберта и Салливана).  Сирмаи, вероятно, больше всего известен любителям музыки именно этой книгой.  Сирмаи сократил оркестровки Салливана по нескольким песням из каждой оперы Гилберта и Салливана и упростил их, чтобы их могли играть учащиеся средних классов по классу фортепиано.
- Сокровище Гранд Опера, Саймон и Шустер, Нью-Йорк, 1946.  Сирмаи создал фортепианные соло арий из знаменитых опер: «Дон Жуан», «Кармен», «Травиата», «Фауст»», «Лоэнгрин» и др. Но эта книга так и не достигла популярности предыдущей.  Пьесы сложнее играть, и многие оперные арии труднее петь, чем произведения Гилберта и Салливана.

## Фильмография
Альберт Сирмаи имел отношение к четырём фильмам.
- Gazdag ember kabátja, Венгрия, 1912, немая короткометражная комедия по сценарию Ференца Мольнара. Сирмаи — композитор фоновой музыки.
- Mágnás Miska, Венгрия, 1916, экранизация одноимённой оперетты Сирмаи. Режиссёр — Александр Корда[9].
- Pista tekintetes úr, Венгрия, 1943. Сирмаи был одним из сценаристов.
- Mágnás Miska, Венгрия, 1949, экранизация одноимённой оперетты Сирмаи. Режиссёр — Мартон Келети[10].